# 3-й Павелецкий проезд
Тре́тий Павеле́цкий прое́зд — проезд, расположенный в Южном административном округе города Москвы на территории Даниловского района.

## История
Проезд был образован и получил своё название в 1923 году по близости к Павелецкой набережной.

## Расположение
3-й Павелецкий проезд проходит на запад от Павелецкой набережной до 2-го Павелецкого проезда. Нумерация домов начинается от Павелецкой набережной.

## Примечательные здания и сооружения
Исторически район Павелецких переулков — промышленный; в 3-м Павелецком переулке базировались «круглый» хлебозавод и полиграфически-картонажный комбинат. Оба снесены и их территории либо уже застроены (ЖК «Резиденции композиторов» по южной, нечётной стороне) либо застраиваются (ЖК «Пейв» по северной стороне) высотным жильём. В начале переулка, близ набережной, сохраняются исторические здания пожарной части № 6 (дом 2), больницы № 56 (Павелецкая набережная, дом 6) и здание насосной станции глубинного дренажа 1937 года постройки (типовой проект Г. П. Гольца).

## Транспорт

### Автобус
- 913: 3-й Павелецкий проезд (к/ст, пос) — Павелецкий вокзал
- 984: 3-й Павелецкий проезд (к/ст, пос) — станция метро «Пролетарская»
- с910: 3-й Павелецкий проезд (к/ст, пос) — Новый Арбат
- с932: 3-й Павелецкий проезд (к/ст, пос) — Улица Павла Андреева

### Метро
- Станции метро «Павелецкая» Замоскворецкой линии и «Павелецкая» Кольцевой линии (соединены переходом) — севернее проезда, на Павелецкой площади
- Станция метро «Тульская» Серпуховско-Тимирязевской линии — юго-западнее проезда, между Большой Тульской улицей, Большим Староданиловским, Холодильным и 1-м Тульским переулками

### Железнодорожный транспорт
- Платформа «Дербе́невская» Павелецкого направления МЖД — северо-западнее проезда